# AC ME3000

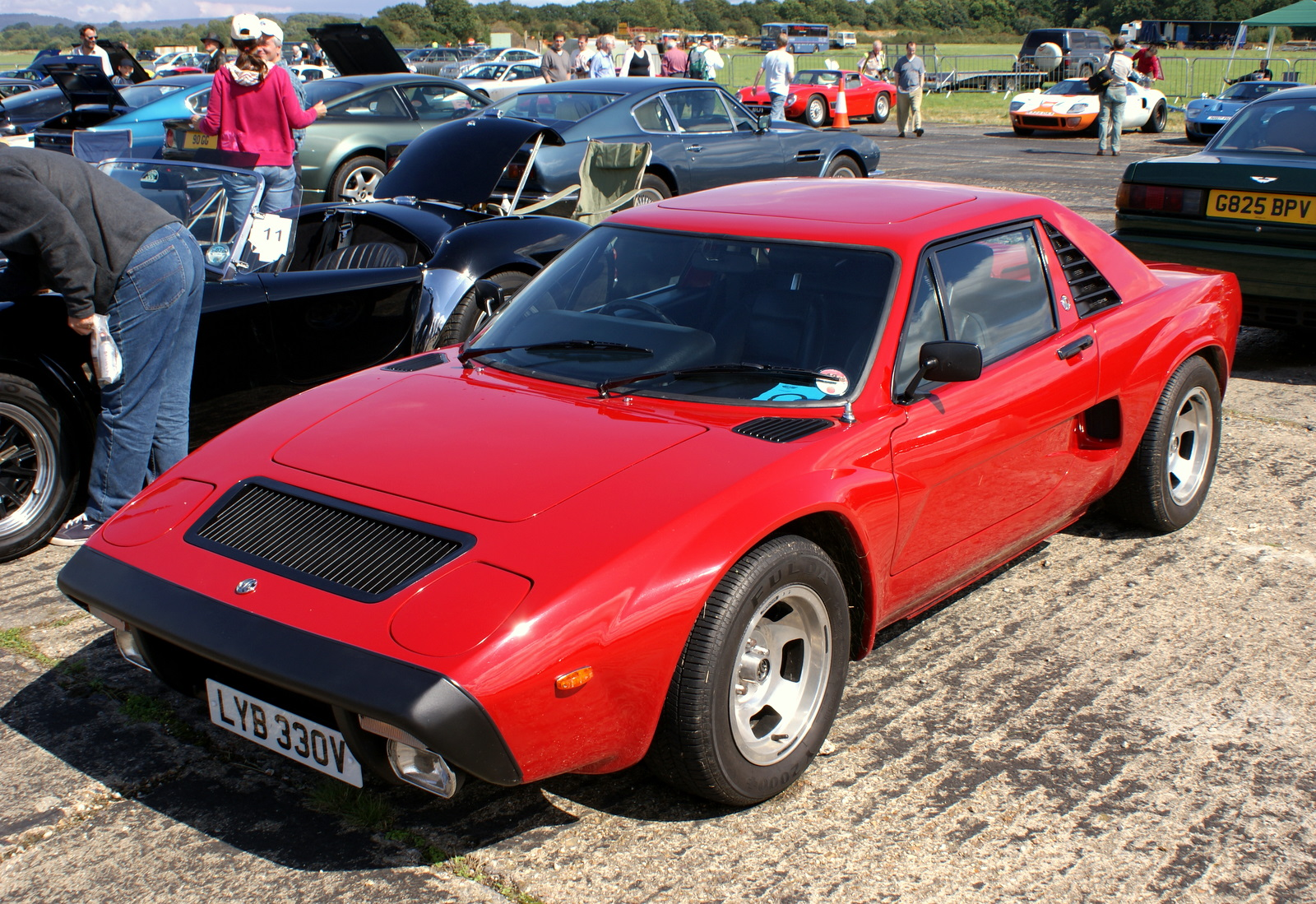
AC 3000ME

AC 3000ME является среднемоторным спортивным автомобилем. Впервые AC Cars показали двухдверное купе на Лондонском автосалоне 1973 года. Продажи начались с 1979 года и продолжались до 1984 года. Права на 3000ME и составляющие также были переданы другой компании, которой удалось произвести небольшое количество дополнительных автомобилей, прежде чем она сама попала под чужой контроль в середине 1985 года. Третья компания приобрела права на автомобиль с планами начать продажу доработанной версии под другим именем, но был произведен только один прототип.

## История

### Происхождение
AC 3000ME был основан на прототипе под названием Diablo, построенном компанией Bohanna Stables и показанном на Лондонской выставке гоночных автомобилей в 1972 году.
Питер Боханна был инженером по автомобильным кузовным конструкциям. Его опыт включал в себя работу со стеклопластиковыми конструкциями в качестве судового инженера и работу в подразделении Ford Advanced Vehicle Operations в Великобритании по кузовным работам для Ford GT40. В конце 1967 года Боханна работал в Lola cars над T70, где познакомился с Робином Стаблесом, который до своего прибытия в Lola был гоночным механиком и дилером Lotus Cars.
В 1968 году Боханна и Стаблес выиграли тендер на проектирование нового спортивного автомобиля, предложенного молодым аристократом по имени Пирс Велд-Форестер. Партнеры разработали двухместный среднемоторный автомобиль с 2,2 литровым рядным шести цилиндровым двигателем марки BMC’s, недавно показавшая SOHC E-серии двигатель, под кодовым названием ARO25. Из-за производственных проблем выпуск этого двигателя был отложен до 1972 года. В конце 1968 года Велд-Форестер в партнерстве с Эрни Унгером сформировал новую компанию под названием UWF (от Unger Weld-Forester) и купил производственную линию Unipower GT у Universal Power Drives. Последующая работа Боханны и Стаблеса для UWF заключалась в разработке автомобиля, который заменил бы существующий Unipower GT, но дизайн не был доведен до производства. Вместо этого партнеры основали компанию Bohanna Stables и возобновили разработку более ранней конструкции со средним расположением двигателя, которая впоследствии называлась Diablo.
Прототип Diablo 1972 года был построен с 1,5-литровым рядным четырёхцилиндровым двигателем серии E и 5-ступенчатой механической коробкой передач, которая использовалась в Austin Maxi.
До того, как Diablo был показан на выставке Racing Car Show, Боханна и Стаблеса заинтересовались как AC, так и TVR, но ни одна из компаний не поддержала проект. После дебюта автомобиля Кейт Джадд поехал на в штаб-квартиру компании в Темзе Диттон и убедил владельца AC Дерека Херлока взяться за проект.

### Разработка и производство
AC приобрела права на дизайн Боханна и Стаблеса Diablo и поручила двум своим инженерам, Алану Тернеру и Биллу Уилсону, разработать серийный автомобиль. AC также нанял Боханна и Стаблеса для консультации по редизайну. Рама из стальных труб Diablo была полностью модернизирована. Необходимо было найти новый двигатель для автомобиля, так как в BMC’s ожидали, что все двигатели серии E, производимые на их заводе Cofton Hackett, потребуются для их собственных моделей. В качестве замены был выбран Ford V6.
Компания AC впервые показала свою версию автомобиля на Лондонском автосалоне 1973 года. Этот прототип назывался AC 3-Liter или AC 3000. Более поздние предсерийные прототипы назывались AC ME 3000. Пресс-релизы того времени указывали, что компания надеялась строить и продавать из расчета от 10 до 20 машин в неделю. AC предположил, что стоить автомобиль будет где-то между 3000 и 4000 фунтов стерлингов.
Несмотря на то, что автомобиль дебютировал в 1973 году, разработка все ещё продолжалась, а дизайн автомобиля не был окончательно доработан вплоть до 1974 года. Прототип не превысил и 30 миль в час (48 км / ч) в ходе испытаний нового типа, которые проводились в 1976 г., что потребовало модернизации шасси. Доработанное шасси прошло со следующей попытки.
Было построено несколько предсерийных прототипов, количество которых, по разным данным, составляло восемь, девять или одиннадцать автомобилей.
Автомобиль официально поступил в продажу после презентации на автосалоне NEC 1978 года и назывался AC 3000ME. Прейскурантная цена выросла до 11 300 фунтов стерлингов. Первые автомобили не продавались до 1979 года и им пришлось конкурировать с более новыми моделями, такими как Lotus Esprit. Задержки привели к тому, что 3000ME к моменту начала продаж устарел. Цена также продолжала расти; дорожные испытания, проведенные журналом Autocar в марте 1980 года, указали, что автомобиль стоил 13 238 фунтов стерлингов. В том же тесте были высказаны некоторые сомнения по поводу управляемости автомобиля при трогании. Несколько других современных обзоров выразили аналогичные опасения.

#### Турбонаддув
Ещё в августе 1975 года AC планировал предложить версию с турбонаддувом. Первоначально ожидалось поставлять систему турбонаддува марки Broadspeed.
К 1980 году стали доступны модификации с турбонаддувом, но не Broadspeed, а собственного производства, которым руководил инженер и фотограф Робин Рьюз. При переоборудовании Рьюз использовал турбокомпрессор Garrett AiResearch, продувающий карбюратор Reece Fish диаметром 1 ½ дюйма, установленный на специальный впускной коллектор. Повышение давления было ограничено до 7,0 фунтов на квадратный дюйм, а степень сжатия была снижена до 8: за счет использование головок цилиндров с низким уровнем сжатия. Так же для системы поставлялся топливный насос Bosch. Компания Рьюз использовала турбокомпрессоры Rotomaster для тюнинга обычных дорожных автомобилей. В результате доработки, мощность была увеличена до 200 л. с. (149,1 кВт). Рьюз также изменил геометрию задней подвески, чтобы увеличить схождение, для улучшения управляемости автомобиля. 19 автомобилей получили модернизированные турбокомпрессора от Рьюз компании Rooster Turbos. Попытки убедить AC предложить такую модернизацию турбин в качестве заводской опции не увенчались успехом.
Дорожные испытания в декабре 1983 года показывали что доработка с использованием Rooster Turbo улучшила результат. Турбокомпрессор теперь был под маркой IHI, и хотя «стандартная» степень сжатия турбокомпрессора была по-прежнему 8: специальные поршни, полученные от Cosworth, понизили её ещё больше, до 7,2: 1, для использования более мощного наддува. Карбюратор для этой более поздней модификации также был стандартным агрегатом 3000ME, хотя, как и в более ранней модификации, это была продувочная система. Перепускной клапан и клапан сброса управляли наддувом. Доработка стоила 1180 фунтов стерлингов до 1984 года, после чего цены поднялись до 2000 фунтов стерлингов.
Рьюз и Rooster Turbos также сделали по крайней мере одну доработку с использованием твин-турбо. Этот двигатель использовал поршни Cosworth, карбюратор Вебер и впрыск воды для охлаждения всасываемого воздуха. Мощность оценивалась в 300 л. с. (223,7 кВт).

### AC (Шотландия)
К началу 1980-х годов здоровье Дерека Херлока в течение некоторого времени было плохим. Мировая экономика находилась в затруднительном положении, и продажи 3000ME так и не достигли ожидаемых объёмов. После постройки менее 80 автомобилей Херлок остановил производство. В 1984 году производство остановилось на Темза Диттон, и автомобиль и название AC были лицензированы для компании, зарегистрированной как AC (Scotland) plc. Этой компанией руководил Дэвид Макдональд, и она работала на новом заводе в Хиллингтоне, Глазго. Производственные цели были на уровне 40 автомобилей в неделю. Всего было построено 30 дополнительных автомобилей в соответствии с исходной спецификацией 3000ME. Шотландские автомобили отличались от автомобилей из Темза Диттон, окрашенными в цвет кузова воздухозаборниками и решетками.
Шасси 3000ME № 129, с регистрационный №VPC 634X, которое ранее служило заводским демонстрационным автомобилем на AC и личным для управляющего директора Эндрю Херлока, был использован заводом AC (Шотландия) в качестве прототипа для обновленного автомобиля. Обри Вудсу, бывшему инженеру-технологу BRM, была поручена эта разработка. Оригинальный двигатель Ford был заменен 2,5-литровым двигателем Busso V6 от Alfa Romeo. В то время как оригинальная коробка передач была сохранена, другие части ходовой части были заменены на запчасти от Alfa. AC (Шотландия) также начал работу над прототипом автомобиля второго поколения, которая была почти завершена на момент закрытия компании. Также были внесены изменения в подвеску, чтобы исключить непредсказуемую управляемость, которая была на первых автомобилях. После чего в ноябре 1985 года лицензионное соглашение с AC Cars закончилось.

## Технические характеристики

### Ходовая часть
Шасси 3000ME представляло собой раму по всему периметру, центральная часть которой была сделана из гнутого стального листа со встроенной поперечной балкой. В некоторых обзорах автомобиля эту часть называли монококом. Подрамники были установлены спереди и сзади. Кузов был из стеклопластика. Распределение веса было 40/60 (спереди / сзади).
Подвеска автомобиля состояла из верхних и нижних А-образных рычагов с винтовыми пружинами и телескопических амортизаторов спереди и сзади. Геометрия, препятствовала нырянию и приседанию. Рычаги подвески и стойки были изготовлены компанией AC Cars. На серийные 3000ME стабилизаторы поперечной устойчивости не устанавливались. Тормозная система использовала двойные гидравлические контуры для активации суппорта Girling, работающего на роторе от AC Cars на каждом колесе. По началу шины были размерностью 195/60VR-14 Pirellis, которые позже сменили на 205/60VR-14, устанавливаемые на легкосплавные диски шириной 7 дюймов (178 мм) от Wolfrace.

### Двигатель и трансмиссия
В автомобиле использовался 3,0-литровый двигатель Ford Essex V6. В 3000ME этот полностью чугунный двигатель V6 с верхним расположением клапанов и углом расположения цилиндров в 60° выдавал 138 л. с. (102,9 кВт) и 260,3 Нм. Он был установлен в машине поперечно прямо за сиденьями.
Трансмиссия представляла собой 5-ступенчатую механическую коробку передач, которая, как и двигатель, устанавливалась поперечно. Трансмиссия была разработкой AC Cars, в которой использовался алюминиевый корпус производства AC Cars и редуктор от Hewland. Двигатель приводил работал вместе с трансмиссией через тройную цепь, поставляемую Renold.

### Разное
3000ME был оснащен электрическими стеклоподъемниками, солнечной панелью на крыше, многослойным стеклом Pilkington Sundym, регулируемой рулевой колонкой и радиоприемником с антенной с электро питанием.

## Другие варианты

### Ecosse
Бывший гонщик и технический специалист по продажам Ford Джон Парсонс и технический директор Ecosse Обри Вудс приобрели активы AC (Шотландия) с планами возобновить производство 3000ME. К этому времени имя и собственность оригинальных автомобилей AC Cars были куплены Брайаном Англиссом из Autokraft, поэтому Парсонс и Вудс зарегистрировали свою компанию как Ecosse Car Company Ltd. и переименовали автомобиль в Ecosse Signature. Компания базировалась в Небуорте, Хартфордшир.
Рестайлинг экстерьера Ecosse Signature провел Питер Стивенс. Работая с прототипом AC (Шотландия) второго поколения, силовую установку Alfa V6 удалили, двигатель Fiat Twin Cam с турбонаддувом и трансмиссия были заменены на Fiat Croma.
Обновленный Ecosse Signature был показан на автосалоне в Бирмингеме в 1988 году. Несмотря на то, что он вызвал некоторый интерес, компания не смогла обеспечить финансирование в размере 350 000 фунтов стерлингов, необходимое для возобновления производства, и дальше проект не пошел.
Прототип был вновь обнаружен в заброшенном промышленном хранилище в 2017 году. В невосстановленном состоянии он был выставлен на продажу за 8000 фунтов стерлингов.

### AC Ghia
В июле 1980 года председатель Ford в Europe Боб Лутц и вице-президент Карл Людвигсен были в Турине в Carrozzeria Ghia, чтобы проверить некоторые текущие проекты. Главным дизайнером Ghia в то время был Филиппо Сапино. Сапино упомянул, что Ghia искал платформу Ford со средним расположением двигателя в качестве основы для некоторых будущих работ, и тогда появилась модель 3000ME с двигателем Ford. Людвигсен, в обязанности которого входил надзор за программами Ford по автоспорту в Европе, видел в этом возможную замену недавно списанному раллийному автомобилю Mark II Escort. Людвигсен задействовал как Питера Эшкрофта, так и главного дизайнера Ford Уве Бансена, и 22 сентября распространил служебную записку, в которой говорилось, что обновленный автомобиль будет соответствовать новым правилам Группы B 1982 года.
AC предоставила Ghia два автомобиля, один полностью собранный и одно подвижное шасси, при условии, что они смогут выставить автомобиль на Женевском автосалоне 1981 года. Полностью собранная 3000ME покинула Тепза Диттон 16 октября и прибыла в Турин через 4 дня, оставив 4 месяца на завершение работ.
При длине 150 дюймов (3810 мм) и ширине менее 60 дюймов (1524 мм) получившийся автомобиль, получивший название AC Ghia , он был короче и уже, чем оригинальный 3000ME. При высоте 46 дюймов (1168 мм) он был на дюйм выше. Автомобиль отличался дверными ручками, спрятанными по краям в воздухозаборниках двигателя. Были добавлены малые габаритные огни. Легкосплавные диски с глубоким вылетом от Speedline на шинах размерностью 225/50 VR15 Pirelli P6.
Когда автомобиль появился в Женеве, он получил положительные отзывы. К этому времени взгляды[Ford по ралли поменялись на заднеприводный Escort Mk III с турбонаддувом, поэтому AC Ghia больше не рассматривался на эту роль. Тем не менее, и Ford, и AC искали способы запустить автомобиль в производство. Интерес Ford к автомобилю мог быть вызван успехами General Motors в их зарождающемся проекте P-car. Внутренние обсуждения в компании Ford в июле и августе 1981 года определили, что производственных мощностей AC было недостаточно для обеспечения проекта Ford по производству спортивных автомобилей в Северной Америке. AC сказали, что Ghia продаст им прототип и комплектующие для него по «номинальной цене». Необходимо было найти новый двигатель, поскольку Форд постепенно отказывался от выпуска Essex V6. Ford Cologne V6 с инжекторным стал бы естественной заменой. В конечном итоге ни Ford, ни AC не смогли собрать достаточно ресурсов для запуска автомобиля в производство. В 2002 году прототип был продан с аукциона.

### Lincoln Quicksilver
В 1983 году Ghia выпустила ещё один демонстрационный автомобиль, построенный на втором шасси 3000ME, поставленном AC. Этот автомобиль назывался Lincoln Quicksilver, и вместо того, чтобы быть короче, чем 3000ME, шасси Quicksilver было удлинено на 280 мм по сравнению с оригиналом. Дополнительная длина позволила автомобилю, сохранившему среднемоторную компоновку 3000ME, быть полноценным четырёхдверным седаном, но с линией крыши, которая простиралась назад над моторным отсеком и резко заканчивалась.
Аэродинамическая форма автомобиля позволила зафиксировать коэффициент лобового сопротивления всего 0,30. В некоторых источниках сообщается, что оригинальный Essex V6 был заменен на Cologne V6, который все ещё работал в паре с 5-ступенчатой механической коробкой передач.
Автомобиль оставался прототипом до 1986 года. Судя по всему, он был продан на аукционе Ford в 2002 году по цене 45 825 долларов и после этого оставался в частных коллекциях. Он был снова продан на аукционе в январе 2014 года.

### AC-Chrysler 2.2 Turbo
Был предложен план продажи модифицированной версии AC 3000ME в США под названием Shelby.
В 1980 году американские партнеры Стив Хиттер и Барри Гейл начали привозить De Tomaso Panteras в США от бельгийского дистрибьютора через свою компанию Panteramerica. В том же году Гейл был в Бельгии для закупки запчастей, тогда Клод Дюбуа, дистрибьютор Pantera, который также был дистрибьютором AC, подвез его на AC 3000ME. После чего, Гейл прилетел в Англию и договорился о соглашении о правах США на этот автомобиль с Дереком Херлоком и заказал одну машину без двигателя и коробки передач. Этот автомобиль, с номером шасси 161, прибыл в Штаты в феврале 1981 года. После неудачной попытки Chevrolet установить двигатель V6 и трансмиссию от нового Chevrolet Citation, автомобиль был отправлен в мастерские US workshops of Arkay Incorporated (Хоторн, Калифорния). Ими руководил Кас Кастнер, бывший директор компании Triumph Motor Company по конкуренции в Северной Америке. Компания занималась общими разработками автомобилей и специализировалась на модернизации турбокомпрессоров.
Аркей провел полную оценку Chevrolet V6 и обнаружил, что AC потребуется новый подрамник для установки двигателя. Ford предлагал 1,6-литровый рядный четырёхцилиндровый силовой агрегат, но он был отклонен как недостаточно мощный. В конце концов, был установлен Buick V6, но после того, как Аркей адаптировал двигатель Buick с коробкой передач Chevrolet, Buick вышел из проекта. Пока Panteramerica искала подходящий двигатель, доработку автомобиля проводил Боб Марианич.
В этот момент машину заметил Рэй Геддес. Геддес продал свою компанию по производству запчастей Pantera Хиттеру и Гейлу, которые переименовали её в Panteramerica. Геддес теперь работал на Кэрролла Шелби, и когда он увидел машину в магазине Кастнера, он обратил внимание Шелби на неё. В это время Шелби работал с Chrysler, для которой Кастнер уже сделал комплект турбонагнетателей для их двигателей объёмом 2,2 л, которые можно было приобрести через службу Chrysler Direct Connection Performance. Шелби встретился с партнерами на выставке SEMA в Лас-Вегасе и согласился взяться за проект. Работа продолжалась в Аркее до тех пор, пока не был завершен новый центр Шелби High Performance Center Chrysler-Shelby в Санта-Фе-Спрингс на восточной окраине Лос-Анджелеса, после чего автомобиль был доставлен туда.
Под руководством администратора проекта и главного механика Стива Хоупа, инженера-разработчика Нила Ханнемана и инженера Скотта Харви сначала был установлен атмосферный двигатель Chrysler объёмом 2,2 л, который позже был заменен двигателем G-24 с турбонаддувом и 5-ступенчатой коробкой передач. Автомобиль был переименован в Shelby ME 2.2 Turbo. Прототип отправился в Metalcrafters для завершения кузовных работ и покраски, после чего он был представлен президенту Chrysler Ли Якокке. Компания решила не запускать автомобиль в производство, поэтому прототип стал испытательным автомобилем для Шелби до закрытия завода в Лос-Анджелесе, после чего Хиттер и Гейл загнали его на хранение. Прототип выжил.

## Автоспорт
Шасси № 119 было детально переработано и облегчено для легкого подъёма на холмы в спринте. Большая часть работы по переоборудованию, которая включала в себя сначала модернизацию двигателя с одним, а затем с двумя турбинами, была выполнена Робином Рью. Позже автомобиль был возвращен в состояние, пригодное для использования на дорогах общего пользования, но сохранил многие улучшения характеристик. Этот автомобиль появился на обложке сентябрьского номера журнала Sports Car Monthly за 1986 год.
Шасси № 156 было импортировано в Австралию, где оно было переоборудовано для использования в ралли. Была проделана обширная работа по подготовке автомобиля к гонкам, включая добавление каркаса безопасности, соответствующего требованиям FIA, и полная капитальная доработка подвески и двигателя. Также было рассмотрено использование автомобиля на гоночной трассе Historic.
Для серии Supersports был построен специальный автомобиль на трубчатой раме с сильно модифицированным кузовом 3000ME. Этот автомобиль приводился в движение двигателем Cosworth BDA с трансмиссией Hewland. Он был показан в выпуске журнала Cars and Car Conversions за февраль 1992 года.